# Сахновка
Сахно́вка (каз. Сахновка) — село у складі Щербактинського району Павлодарської області Казахстану. Входить до складу Жилибулацького сільського округу.
Населення — 175 осіб (2021; 329 у 2009, 856 у 1999, 1328 у 1989).
Національний склад станом на 1989 рік:
- росіяни — 38 %
- німці — 24 %
- казахи — 21 %